# Генен (Нор)
Гене́н (фр. Guesnain) — коммуна во Франции, регион О-де-Франс, департамент Нор, кантон Аниш. Пригород Дуэ, находится в 6 км к юго-востоку от центра города и в 33 км к югу от Лилля, в 6 км от автомагистрали А21 "Рокада Миньер".
Население (2017) — 4 677 чел.

## Достопримечательности
- Кирпичная церковь Святой Адельгунды XIX века
- Здание мэрии, бывшая пивоварня

## Экономика
В 1865 году угольная компания Аниш открыла в Генене первую, а в 1899 году — вторую очереди шахты Сен-Рене. В 1964 году шахта была закрыта.
Структура занятости населения:
- сельское хозяйство — 0,6 %
- промышленность — 4,0 %
- строительство — 7,7 %
- торговля, транспорт и сфера услуг — 47,4 %
- государственные и муниципальные службы — 40,4 %

Уровень безработицы (2017) — 21,1 % (Франция в целом — 13,4 %, департамент Нор — 17,6 %). 

Среднегодовой доход на 1 человека, евро (2017) — 17 270 (Франция в целом — 21 110, департамент Нор — 19 490).

## Демография
Динамика численности населения, чел.

## Администрация
Пост мэра Генена с 2014 года занимает член Коммунистической партии Марилин Люка (Maryline Lucas), член Совета департамента Нор от кантона Аниш. На муниципальных выборах 2020 года возглавляемый ею левый блок победил в 1-м туре, получив 60,19 % голосов. 
| Период | Период | Фамилия         | Партия                  | Примечания               |
| ------ | ------ | --------------- | ----------------------- | ------------------------ |
| 1964   | 1995   | Александр Дерво | Коммунистическая партия |                          |
| 1995   | 2014   | Жан По          | Коммунистическая партия |                          |
| 2014   |        | Марилин Люка    | Коммунистическая партия | член Совета департамента |

## Галерея
- Мэрия
- Часовня Нотр-Дам-де-Грас

1. 1 2  база данных о французских коммунах — Национальный географический институт Франции, 2015.